# Jo Vally

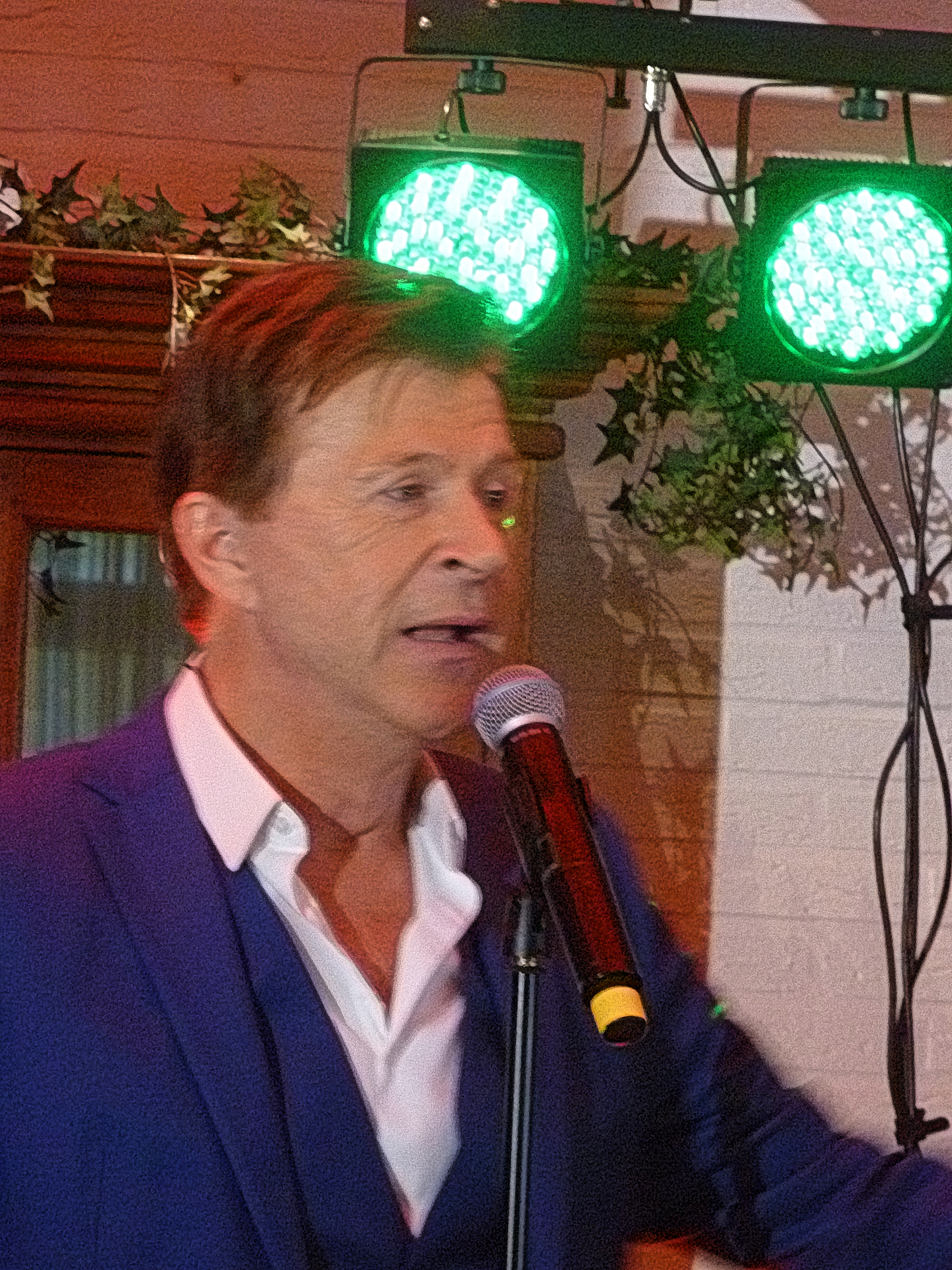
Jo Vally, 2017

Jo Vally (* 12. Oktober 1958 in Wolvertem; bürgerlicher Name Valère Lauwers) ist ein belgischer Schlagersänger.

## Leben
Während der Fachoberschule machte Jo Vally eine Ausbildung als Mechaniker und studierte nebenbei Musiktheorie und Klavier. Mit einigen Freunden gründete er die Band The Dream Band, wo er Keyboards spielte. Die erste Solo-Single erschien unter dem Namen Valli Low. Sein Manager Rick Vervecken, der aus ihm einen Star machen wollte, ließ ihn den Künstlernamen Vally Jo annehmen. Er hat besonders flämische Coverversionen von Schlagern aus anderen Sprachkreisen interpretiert, so zum Beispiel Freddy Brecks Hit Bianca sowie Heintjes Mama.

## Diskografie

### Alben
| Jahr | Titel                                   | Höchstplatzierung, Gesamtwochen, AuszeichnungChartsChartplatzierungen (Jahr, Titel, Platzierungen, Wochen, Auszeichnungen, Anmerkungen) | Anmerkungen                          |
| Jahr | Titel                                   | BEF | Anmerkungen                          |
| ---- | --------------------------------------- | --- | ------------------------------------ |
| 1995 | 15 jaar - Zijn allerbeste               | BEF9 (10 Wo.)BEF |                                      |
| 1996 | Zingt Vlaamse klassiekers               | BEF2 ×2Doppelplatin · (27 Wo.)BEF |                                      |
| 1997 | Zingt Vlaamse klassiekers deel 2        | BEF2 Platin · (20 Wo.)BEF |                                      |
| 1998 | Live                                    | BEF36 (2 Wo.)BEF |                                      |
| 1998 | Zingt Duitse klassiekers                | BEF25 (5 Wo.)BEF | auf Deutsch gesungene Version        |
| 1998 | Zingt Duitse klassiekers                | BEF10 Platin · (22 Wo.)BEF | auf Niederländisch gesungene Version |
| 1999 | 20 jaar Jo Vally - 101 hits             | BEF5 Gold · (17 Wo.)BEF |                                      |
| 1999 | In symfonie                             | BEF25 (3 Wo.)BEF |                                      |
| 2000 | De kracht van de liefde                 | BEF8 Platin · (19 Wo.)BEF |                                      |
| 2001 | Mooi is het leven                       | BEF25 Gold · (7 Wo.)BEF |                                      |
| 2002 | Russische nachten                       | BEF28 (4 Wo.)BEF |                                      |
| 2003 | Zingt voor moeder - Omdat ik van je hou | BEF4 (6 Wo.)BEF |                                      |
| 2003 | Zingt wereldhits                        | BEF15 (12 Wo.)BEF |                                      |
| 2004 | Geluk en liefde                         | BEF46 (11 Wo.)BEF |                                      |
| 2005 | Nostalgie                               | BEF17 Gold · (20 Wo.)BEF | mit Het Strato-Vani Orkest           |
| 2006 | Mijn mooiste schlagers                  | BEF11 (12 Wo.)BEF |                                      |
| 2007 | Mijn vriendin                           | BEF3 Gold · (20 Wo.)BEF |                                      |
| 2007 | Verrassend                              | BEF15 (13 Wo.)BEF |                                      |
| 2008 | Zijn 50 allergrootste hits              | BEF6 (18 Wo.)BEF |                                      |
| 2009 | Recht uit het hart                      | BEF27 (16 Wo.)BEF |                                      |
| 2011 | Zingt Franse klassiekers                | BEF2 Gold · (20 Wo.)BEF |                                      |
| 2012 | Zingt zuiderse klassiekers              | BEF2 (23 Wo.)BEF |                                      |
| 2013 | Zingt country                           | BEF2 Gold · (27 Wo.)BEF |                                      |
| 2015 | Op het lijf geschreven                  | BEF12 (17 Wo.)BEF |                                      |
| 2016 | Op de golven van m'n hart               | BEF30 (24 Wo.)BEF |                                      |
| 2018 | 40 jaar - de 100 allerbeste             | BEF5 (15 Wo.)BEF |                                      |
| 2019 | Live in Concert - 40 jaar carrière      | BEF44 (3 Wo.)BEF |                                      |
| 2021 | De weg naar het geluk                   | BEF1 (11 Wo.)BEF |                                      |

### Singles
| Jahr | Titel Album                           | Höchstplatzierung, Gesamtwochen, AuszeichnungChartsChartplatzierungen (Jahr, Titel, Album, Platzierungen, Wochen, Auszeichnungen, Anmerkungen) | Anmerkungen                |
| Jahr | Titel Album                           | BEF | Anmerkungen                |
| ---- | ------------------------------------- | --- | -------------------------- |
| 1990 | Ik kan niet zonder jou –              | BEF12 (9 Wo.)BEF |                            |
| 1990 | Had ik jou maar nooit gekend –        | BEF47 (2 Wo.)BEF |                            |
| 1990 | Aan alle vrouwen –                    | BEF11 (11 Wo.)BEF | mit Paul Anderson          |
| 1991 | Ik heb je nodig –                     | BEF35 (8 Wo.)BEF |                            |
| 1991 | In een droom zag ik je staan –        | BEF6 (13 Wo.)BEF |                            |
| 1991 | Aan het Noordzeestrand –              | BEF19 (10 Wo.)BEF |                            |
| 1991 | Bij schemerlicht –                    | BEF22 (8 Wo.)BEF |                            |
| 1992 | Kind van een vreemde man –            | BEF47 (3 Wo.)BEF |                            |
| 1992 | Niemand kan mij doen geloven –        | BEF23 (9 Wo.)BEF |                            |
| 1992 | Kind van de zon –                     | BEF35 (5 Wo.)BEF |                            |
| 1992 | Vriend uit het Oosten –               | BEF32 (6 Wo.)BEF |                            |
| 1993 | Er is plaats voor jou in mijn armen – | BEF46 (2 Wo.)BEF |                            |
| 1993 | Geef mij de sleutel (van je dromen) – | BEF33 (5 Wo.)BEF |                            |
| 1995 | Ik hou van jou –                      | BEF18 (11 Wo.)BEF |                            |
| 1995 | Het vredeslied –                      | BEF46 (1 Wo.)BEF |                            |
| 1996 | Eeuwig en altijd –                    | BEF16 (10 Wo.)BEF | mit Wendy Van Wanten       |
| 1996 | Ga mee naar Rome –                    | BEF23 (5 Wo.)BEF |                            |
| 1996 | Lieveling, waar en wanneer –          | BEF31 (5 Wo.)BEF |                            |
| 1997 | Vissers van Capri –                   | BEF39 (3 Wo.)BEF |                            |
| 2001 | Mooi is het leven –                   | BEF31 (9 Wo.)BEF |                            |
| 2005 | Herinneringen –                       | BEF42 (1 Wo.)BEF | mit Het Strato-Vani Orkest |
| 2006 | Si si si (kerida) –                   | BEF6 (10 Wo.)BEF |                            |
| 2009 | Echte vrouwen –                       | BEF31 (2 Wo.)BEF |                            |
| 2010 | Kus me –                              | BEF33 (4 Wo.)BEF |                            |
| 2010 | Santa Maria van de zee –              | BEF27 (3 Wo.)BEF |                            |
| 2011 | Ik roep je naam –                     | BEF30 (4 Wo.)BEF |                            |
| 2011 | La canción de la paz –                | BEF32 (3 Wo.)BEF |                            |

Weitere Singles
- 1997: Sophietje
- 1998: Laat de zon toch in je hart
- 1998: Santa Maria
- 2000: Want elke vrouw die naar me lacht
- 2000: In mijn hoofd, in mijn bloed
- 2000: Hoe langer ik dans met jou
- 2002: Nee Katie
- 2003: Omdat ik van je hou
- 2003: Waarom zeg jij mañana
- 2004: Geluk en liefde
- 2007: Hier voel ik mij thuis
- 2009: Hou me tegen
- 2010: Wat ik voor je voel
- 2011: De jongen uit de klas
- 2012: Kom eens dicht bij mij
- 2012: Gloria
- 2012: Laat me nu gaan
- 2013: Sierra Madre del Sur (Live) (mit Christoff)
- 2013: Ik gaf je m’n hart
- 2013: Calypso
- 2013: Mijn hart bleef in L.A.
- 2014: Zomaar een meisje
- 2014: Geluk kan komen en gaan
- 2014: We dansen de nacht voorbij
- 2014: Een plek voor jou vannacht
- 2015: Dag vrouw van mij
- 2015: De kracht van de liefde (mit Noa Neal)
- 2015: Wolvertem city
- 2016: De wijde wereld in
- 2016: Als je jezelf door mijn ogen kon zien
- 2016: Duizend zonnestralen
- 2016: Puur
- 2017: Dana
- 2017: Vai vai vai
- 2017: Ik geef het niet op
- 2018: Wat als ik nog van je hou
- 2018: Neem me mee